# Willem van Hildegaersberch
Willem van Hildegaersberch (circa 1350 - circa 1408) was een Nederlands dichter en sprookspreker.

## Afkomst
Over de persoon Willem van Hildegaersberch, ook wel ‘Meester Willem’ genoemd, is verder weinig bekend. Vast staat in ieder geval dat hij rond het jaar 1350 nabij Rotterdam, in Hillegersberg, is geboren. Hij vermeldt dat zelf een aantal keren in zijn gedichten: ‘Want Willem wil u dbeste raden, die van Hildegaersberch is gheboren’, zo besluit hij het gedicht Vander heiliger kercken.
De sprookspreker was niet van adellijke afkomst, maar een gewone dorpsjongen. Hillegersberg was in die tijd een klein dorp met zo'n 120 huizen, gelegen op een zandheuvel in het veengebied langs de Rotte. Het dorpje was gebouwd rond de burcht en de kerk, die beiden in 1426 werden verwoest door de legers van Jacoba van Beieren c.q. aanvoerder Willem Nagel, tijdens de Hoekse en Kabeljauwse Twisten. Onduidelijk is of hij een brooddichter was dan wel een beroep uitoefende en hij in zijn vrije tijd dichtte, wat in die dagen niet ongebruikelijk was.
De schrijfwijze van zijn naam kent verschillende vormen omdat er in de Middeleeuwen geen vaste spellingsregels bestonden. Zo is te lezen Willem van Hillegairtsberge, Willem van Hilgartsberghe, Willem van Hildeghertsberghe, Willem van Hildeghaerdsberghe, William van Hildegaerts en Willem van Hillegaersberch.

## Sprookspreker

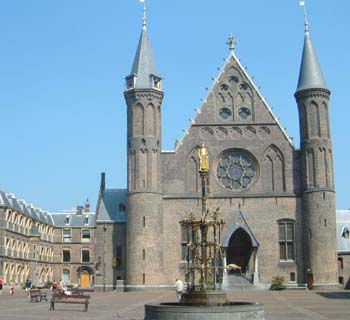
Ridderzaal van het Binnenhof te Den Haag waar Van Hildegaersberch optrad

Willem van Hildegaersberch was een dichter van relatief korte gedichten, variërend in lengte van een handvol tot enkele honderden regels, bijna allemaal geschreven in gepaard rijm, maar er zitten ook enkele strofische gedichten tussen. Bewaard bleven 120 gedichten met een gezamenlijke lengte van 21666 versregels. Behalve dichter was hij ook voordrager van eigen werk, en in die hoedanigheid was hij een graag geziene gast aan het Hof van Holland. De bewaard gebleven rekeningen vermelden zijn optreden van 1383 tot 1408, geven hem de titel "meester" en noemen hem een "spreker". Vandaar dat hij in de literatuurgeschiedenis te boek staat als "sprokespreker": auteur/voordrager van sproken, korte Middelnederlandse berijmde verhalen met een morele of opvoedkundige boodschap of strekking.
Uit rekeningen van betaalde opdrachten van het graafschap Holland is te destilleren dat Van Hildegaersberch tussen 1383 en 1403 regelmatig aan het hof te Den Haag optrad als hofspreker. Vaak met gelegenheidspoëzie, bijvoorbeeld bij een hilic (huwelijk). Het Haagse Hof gold in die jaren als vrij saai en ingetogen. Rond 1400 werd de Ridderzaal echter het centrum van een meer bruisende hofcultuur door Albrecht van Beieren, een graaf van Holland die het breed liet hangen. Tijdens feesten, met kerst en nieuwjaar en bij bruiloften was het een komen en gaan van belangrijke gasten en werden naast muzikanten en ander vermaak ook de sprooksprekers uitgenodigd.

## Thematiek
Van Hildegaersberch noemde zichzelf overigens geen minstreel, troubadour of dichter, maar michter. Zijn werk en de ernst van zijn onderwerpen onderscheidden hem van lichter vertier als dat van de nar. Thema’s in zijn werk waren onder meer de Hoekse en Kabeljauwse Twisten, de hoofse liefde, de rol van de adel in bestuur en politiek, belastingheffingen, corruptie in de rechtspraak en de opkomst van de burgerij als nieuwe machtsfactor. Hoewel Van Hildegaersberchs boodschap vaak aanzienlijk serieuzer was dan de bijdrage van andere hofkunstenmakers - soms kwam hij zelfs bestraffend uit de hoek - was hij een graag geziene gast in Den Haag. En in Middelburg, waar hij ook diverse malen optrad blijkens de betalingen van de Graven van Holland.
Natuurlijk rekende hij wel op een vergoeding, zoals hij laat weten in een gedicht dat zijn rol en taak aangaf en dat hij als introductie van zijn werk uitvoerde:
Als die dichters willen voert, (Als de dichters weer verder willen,)
Soe selmen hem een luttic gheven (moet men hun iets geven)
Daer si voort op moghen leven (waar ze verder van kunnen leven)
Twisschen tyden, al daer si wanderen (gedurende de tijden dat ze rondtrekken)
Vanden enen totten anderen, (van de ene plaats naar de andere,)
Want si sel worden wel ontfaen (want ze moeten goed worden ontvangen)

## Nalatenschap
Na het overlijden van Van Hildegaersberch liet graaf Willem VI in 1409 een boek samenstellen met daarin vele scone sproke die Willem van Hillegaersberge gemaakt hadde.
Willem van Hildegaersberch zou men, net als Melis Stoke, een geestverwant kunnen noemen van Jacob van Maerlant (ca. 1225 - ca. 1300), een dichter uit de zuidelijke Nederlanden. Rond 1400 waren in Van Maerlants geest behalve Van Hildegaersberch nog wel meer dichters werkzaam rond het Haagse hof.
Zijn 120 gedichten zijn in twee handschriften bewaard gebleven, het Haagse handschrift van kort na 1450 en het Brusselse handschrift uit 1469. Daarnaast zijn er fragmenten van volledige handschriften gevonden te Den Haag (voor 1450) en Rostock (na 1450). Het Hulthemse handschrift, uit Belgisch Brabant rond Brussel, bevat twee gedichten in een afwijkende versie.
De gedichten van Van Hildegaersberch zijn zeer verschillend van lengte, variërend van 6 tot 626 verzen, gemiddeld 180 verzen. Het merendeel van de gedichten heeft een ongelede vorm met korte paarsgewijs rijmende verzen. Dertien gedichten zijn verdeeld in strofen met verschillende rijmschema’s.
De Borch te Bretten, een voormalige grensburcht en tolplaats in de buurt van Katwijk (Z.H.), is een van de plekken die zijn bekendheid vooral dankt aan vermelding door de sprookspreker aan het Hof van de Graven van Holland (in het gedicht Opden sloetel, uit 1401).

## Nagedachtenis
Rotterdam heeft in Hillegersberg-Zuid, nabij de Bergse Voorplas, een straat vernoemd naar de middeleeuwse dichter en voordrachtskunstenaar. Ook de Meester Willemstraat in het Oude Noorden en de Minstreelstraat, een zijstraat van de Willem van Hillegaersbergstraat, zijn naar hem vernoemd.
In 2008, ter gelegenheid van de zeshonderdste sterfdag van Van Hildegaersberch, vierde het Hillegersbergs Mannenkoor zijn jubileum met de uitvoering van een speciaal door de componist Marco Kalkman op muziek gezette tekst van 'Meester Willem'.